# Покровская церковь (Тула)
В Туле также находится Храм Покрова Пресвятой Богородицы.
Покровская церковь (Храм Покрова Пресвятой Богородицы) — православный храм в Туле.

## История

### Строительство
Впервые приход и деревянная церковь Святой Параскевы Пятницы упоминаются в писцовых книгах за 1567 год. В записях за XVI век был построен каменный Покровский храм с пределами Святителя Николая и Параскевы Пятницы. Церковь простояла без изменений 117 лет, а потом подверглась фундаментальной перестройке, после которой от прежнего здания ничего не осталось. Перестройка была вызвана несколькими причинами: во-первых, трапезная и приделы стали тесны для прихожан и обветшали, а во-вторых, в 1768 году средний шатер был разбит молнией; при этом повредились своды храма. Работы по разборке старого храма и возведению нового длились более двадцати лет. Немалые средства на строительство выделил церковный староста, купец I гильдии Гордей Иванович Черников, умерший в 1775 году. Новый храм во имя Покрова Пресвятой Богородицы с приделом Николая Чудотворца и колокольней освятили 28 сентября 1790 года.
Все иконы в иконостасе храма были написаны купцом Григорием Ивановичем Белоусовым. Для двух из них — Господа Вседержителя и Божией Матери — иждивением купца Артемия Лукьяновича Сиднева в 1806 году изготовили серебряные оклады весом более 27 фунтов. Серебряный позолоченный оклад для иконы Покрова Пресвятой Богородицы был изготовлен на средства купца Ивана Ивановича Савищева. Он же пожертвовал в храм Евангелие в серебряном окладе и серебряный напрестольный крест. Оловянные сосуды прежней церкви были заменены серебряными.
В 1834 году в храме случился сильнейший пожар, в результате которого от него остались только стены. Но вскоре усердием прихожан на добровольные пожертвования храм был полностью восстановлен. Восстановленная церковь была освящена в 1838 году. Тогда же водрузили на колокольню новый большой колокол вместо разбившегося при падении во время пожара. С 1896 года при храме действовала церковноприходская школа. 21 сентября 1914 года был освящен лазарет при Покровской церкви — первый церковный лазарет в Туле.

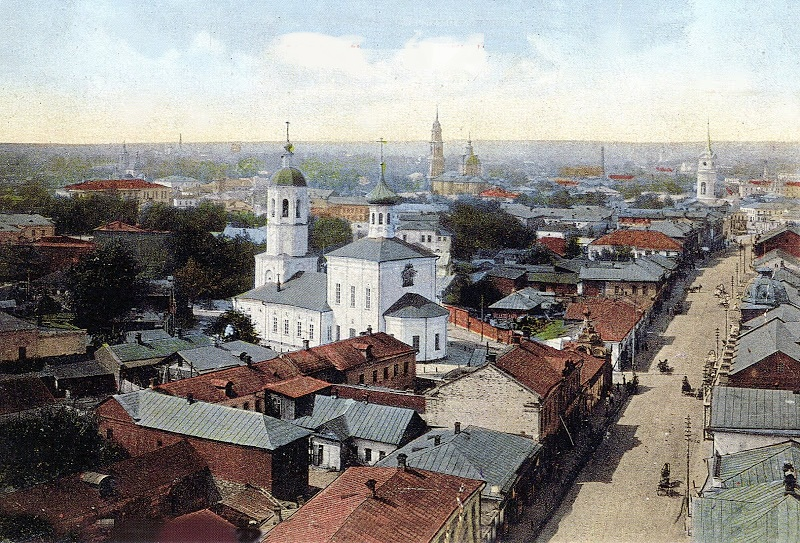
Покровская церковь в начале XX века

### Закрытие храма
Первая кампания по закрытию Покровской церкви была организована в конце 1929 года, когда готовилась ликвидация более десяти тульских храмов. Рабочие частных металлопредприятий Тулы, самоварной фабрики им. Ленина, самоварной фабрики им. Турчанинова ходатайствовали перед горсоветом о передаче храма клубу «Металлист», находившемуся неподалёку. Тогда городская власть не прислушалась к просьбам трудящихся и храм действовал ещё более двух лет. 26 апреля 1932 года секретариат президиума Тульского городского Совета принял решение о закрытии церкви. Решение мотивировалось острой нуждой в помещениях под учебные пункты школ и курсов Осоавиахима. 14 сентября того же года президиум Мособлисполкома утвердил это решение, однако верующие подали жалобу во ВЦИК. Вышестоящая инстанция не прислушалась к просьбам людей и 2 марта 1933 утвердила решение президиума Мособлисполкома. Церковь тут же была закрыта, а спустя некоторое время была разобрана колокольня.
В 1961 году в бывшем храме находилось предприятие «Красный мебельщик». В конце 1980-х здание храма передали филиалу Института физики земли для размещения там сейсмоизмерительной аппаратуры. В 1984 году Покровская церковь была поставлена под государственную охрану как памятника архитектуры. Здание отремонтировали, но в связи с ликвидацией филиала в начале 2000-х храм оказался заброшенным.

### Восстановление
Комплекс построек Покровской церкви (здания храма, часовни, торговых лавок) является памятником истории и культуры федерального значения. Он поставлен на госохрану в 1995 году согласно Указу Президента РФ. В 2009 году храм взяла под контроль епархия, но реставрационные работы долгое время не начались, из-за проблем с поиском инвестора, который должен восстановить этот храм. В июне 2017 года началась реставрация храма, включенного в список памятников Федерального значения, и восстановление колокольни. 16 июня 2020 года прошло праздничное богослужение. Его в день своего 80-летия провел Лев Махно, который внес значительный вклад в восстановление храма. 12 октября 2020 года прошла церемония освящения храма.

## Часовня

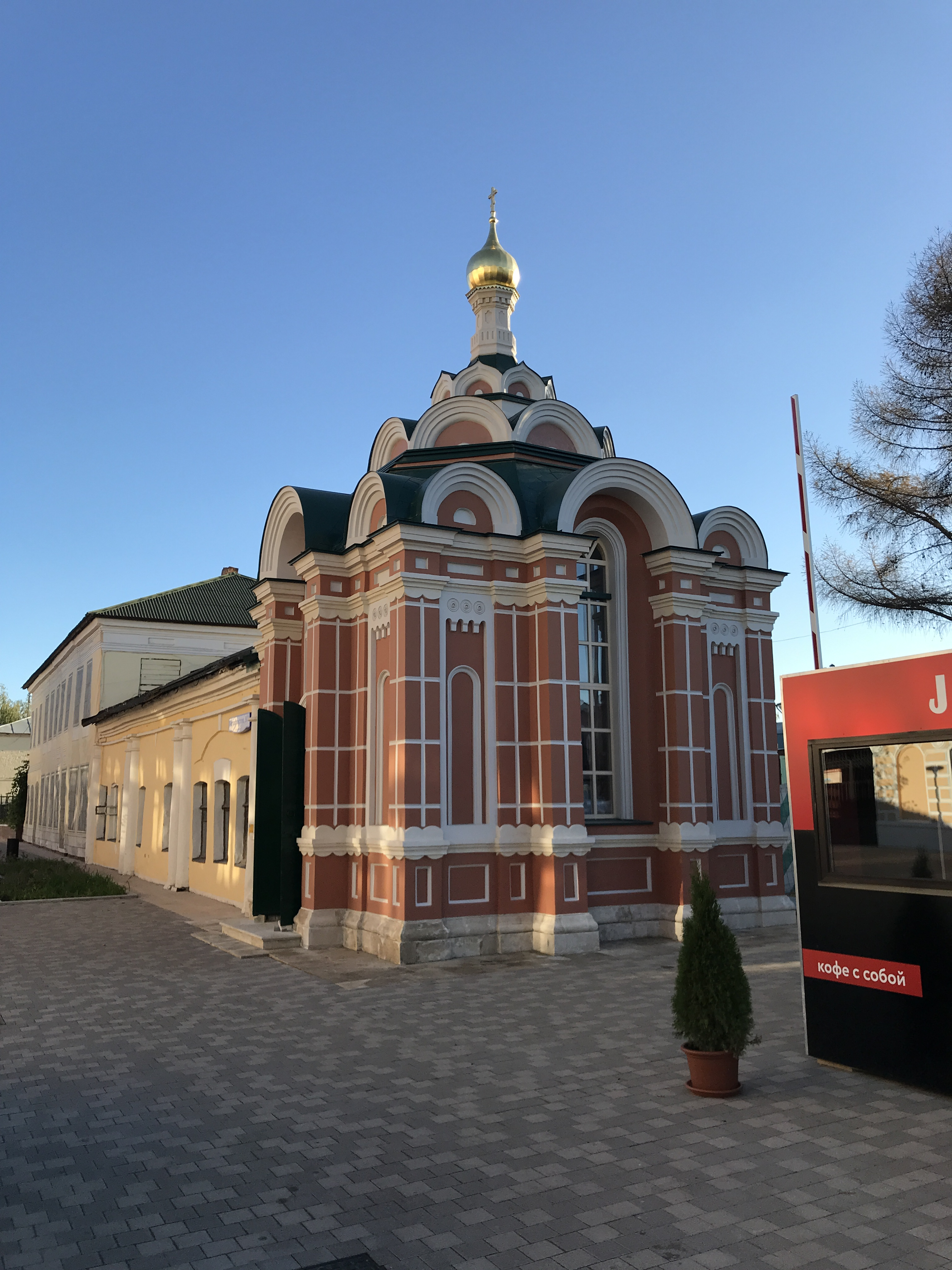
Часовня церкви Покрова Пресвятой Богородицы

При храме имеется часовня — самая древняя в Туле, упоминавшаяся в 1685 году: «От погосту на Никольскую улицу святые ворота рубленые с кровлею, ветхи; на воротах деисус; подле тех ворот часовня, а ней образ Покрова Пресвятыя Богородицы и иных святых писаны на красках». В 1748 году часовня сгорела, и, вероятно, вместо неё поставлена была «у алтарной стены малая каменная кивота с образом Спасителя». К началу 1760-х годов кивота обветшала, и в 1766 году на её месте была построена каменная часовня. В 1878 году часовня была перестроена по новому проекту, составленному губернским архитектором Бетюцким. В 1879 году в часовне был устроен ясеневый иконостас, полированный, в два яруса, с колоннами и резьбой. После революции часовня была в жилом фонде. В 2017 году часовня была отреставрирована и освящена.

## Духовенство
- Настоятель храма — протоиерей Лев Махно

## Источник
- Лозинский Р. Р. «Страницы минувшего».